# Entephria albipunctata
Entephria albipunctata là một loài bướm đêm trong họ Geometridae.